# 日米豪印戦略対話

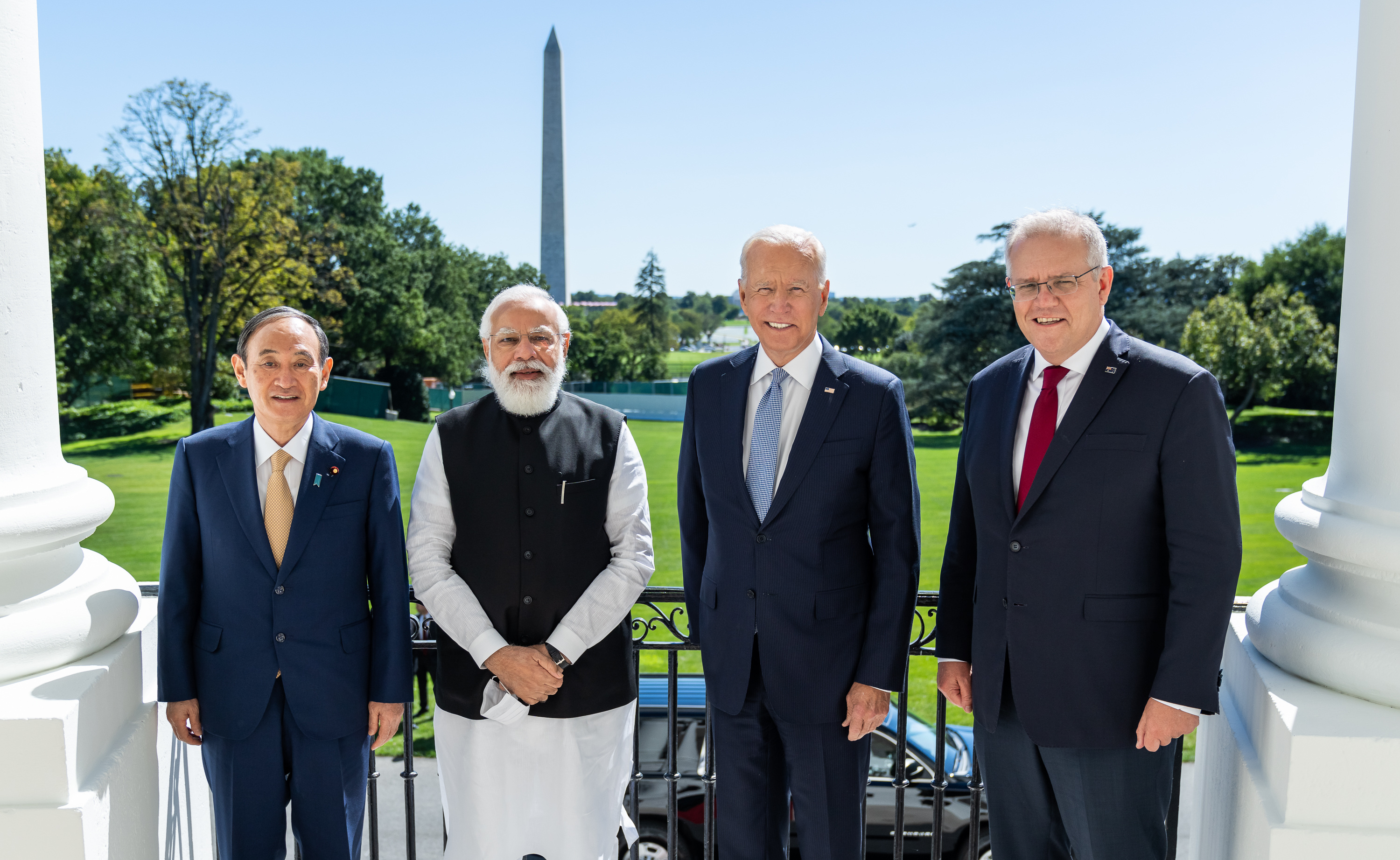
左から内閣総理大臣の菅義偉、印首相のナレンドラ・モディ、米大統領のジョー・バイデン、豪首相のスコット・モリソン（2021年9月24日にワシントンD.C.のホワイトハウスで開催された初の対面による日米豪印戦略対話にて）

日米豪印戦略対話（にちべいごういんせんりゃくたいわ）、または4か国戦略対話（よんかこくせんりゃくたいわ、英: Quadrilateral Security Dialogue、略称：Quad）は戦略的同盟を形成する日本、アメリカ、オーストラリア、インドの4か国間における会談。

## 概要
対話は当時、内閣総理大臣の安倍晋三によって提唱され、その後米副大統領のディック・チェイニーの支援を得て、豪首相のジョン・ハワードと印首相のマンモハン・シンが参加し開催された。
対話はマラバール演習の実施に繋がった。4か国関係は一時期オーストラリアのラッド政権の発足によって暗礁に乗り上げたが、アジア太平洋地域における米中関係の対立が増す中でオーストラリアの政策はアンビバレンスを反映していた。労働党のラッド政権の退陣と後継の労働党のギラード政権の発足によりオーストラリアは対話に復帰し、その結果ティモール海とロンボク海峡を臨むダーウィン近郊へのアメリカ海兵隊駐留に至った。対話は西側諸国への挑戦を続ける中国に対応した外交的取り決めであるとの解釈が、新聞やシンクタンクによって広くみられる。
2017年のマニラで開催されたASEANサミットにおいて、内閣総理大臣の安倍晋三を初めとする旧4カ国のリーダーたち、米大統領のドナルド・トランプ、豪首相のマルコム・ターンブル、印首相のナレンドラ・モディは、「インド太平洋」地域、特に南シナ海への中国進出に対抗するために、四角形同盟を復活させることに同意した。四角形同盟のメンバー国と中国との間の緊張は、一部の評論家たちが「新冷戦」と呼んでいる状態を引き起こし、これに対し中国政府は四角形対話に対する正式な外交抗議を発表し、それを「アジアのNATO」と呼んだ。
2021年3月の共同声明「クアッドの精神」において、クアッドメンバーは「自由で開放的なインド太平洋に対する共有ビジョン」と、「東シナ海および南シナ海におけるルールに基づく海洋秩序」を説明し、クアッドメンバーは中国の海洋主張に対抗するためにこれが必要であると述べた。クアッドは新型コロナウイルスに対応することを誓い、ニュージーランド、ベトナム、韓国からの代表者を含む最初のクアッドプラス会議を開催し、それに対する対応を作業した。

## 背景

### アジア太平洋における米中紛争の戦略的枠組み
21世紀初頭、アメリカの戦略はイラクとアフガニスタンに没頭しており、この情勢はアジア太平洋地域の主要国の変化から注意を逸らすものとして見られた。これは成長した中国の経済大国化によってもたらされ、この地域におけるアメリカの伝統的役割に疑問を呈するようになった。
長期的にみて、アメリカとその周辺の民主主義諸国との戦略的パートナーシップを維持することによって対中「柔軟封じ込め」方針を追求してきた。日本、オーストラリア、インドとアメリカの間の同盟がこの方針の支えを作成する間、緊密な軍事関係の発展はソ連崩壊から複雑な経緯を経ており、そしてオーストラリアの論評は中国を包囲する4か国安保に対して複雑な態度を示した。

### 1991年以降の米印軍事協力
米印軍事協力の活発化は1991年のインド経済自由化に伴い、当時アメリカ太平洋陸軍司令官（英語版）であった中将のクロード・C・キックライター（Claude C. Kicklighter）によって軍事協力が提案された。更に、この協力は初期のインドの中道右派連立政権の下で1990年代中頃から拡大し、そして2001年にインドは、アフガニスタン攻撃作戦を行うアメリカのために、領域内の軍事施設を提供した。
インドの統一進歩同盟政権下の2005年に米国防長官のドナルド・ラムズフェルドと印国防相のプラナブ・ムカジーは「米印防衛新フレームワーク」に署名したことで軍事関係での協力が増大し、防衛産業と技術の分担および「海洋安全保障協力フレームワーク」が設立された。米印両国は4か国談話以前から数十回に渡る合同軍事演習を実施しており、中国への「抑止」を含む行動であると解釈された。インド政治評論家のブラフマ・チェラニーは、新戦略対話を日米豪印に委ねられるアジアにおける新たな「グレートゲーム」の一部であるとし、そしてインドの外交官であるマハラジャ・クリシュナ・ラスゴトラは、アジアの安全保障協定の形成のためにはアメリカの努力が不足していると主張し、「アジアの世紀」ではなくむしろ「アジアのアメリカ世紀」であるとした。

### 対中・対露におけるインドの立ち位置
中将のジェフリー・B・コーラー（Jeffrey B. Kohler）らは米印防衛協定をアメリカの防衛産業の潜在的有利を維持するため、アメリカ製軍事システムの販売を監督した。それにもかかわらず一部のインド人評論家はアメリカとの軍事協力はイランとの関係悪化につながり、アジアの不安定化を招くとして反対した。また、南インド洋に展開する核兵器運用能力を保有するアメリカ軍艦のゴアやコーチへの寄港に反対した。
2006年の日米豪3か国の安全保障対話で、オーストラリアの懸念にかかわらず、米副大統領のチェイニーにより合同海軍演習にインドを参加させると表明した。
2021年3月12日、初めての首脳会合がオンラインで開催された。
2021年9月24日、1回目の対面での首脳会合をワシントンで開催。
2022年3月3日、2回目のオンライン首脳会合を開催。
2022年、ロシアがウクライナに侵攻したことに際し、ロシア製兵器採用の多いインドは国連安保理での対露非難決議の採決で棄権したり、ウクライナ避難民に対するUNHCR（国連難民高等弁務官事務所）備蓄庫のあるインド、UAEを経由し毛布など人道支援物資輸送を行おうとする日本の航空自衛隊機受け入れ拒否連絡があり、ロシアに対してQuadの足並みが揃わない状況も発生している。

### 2022年に行われた東京会議

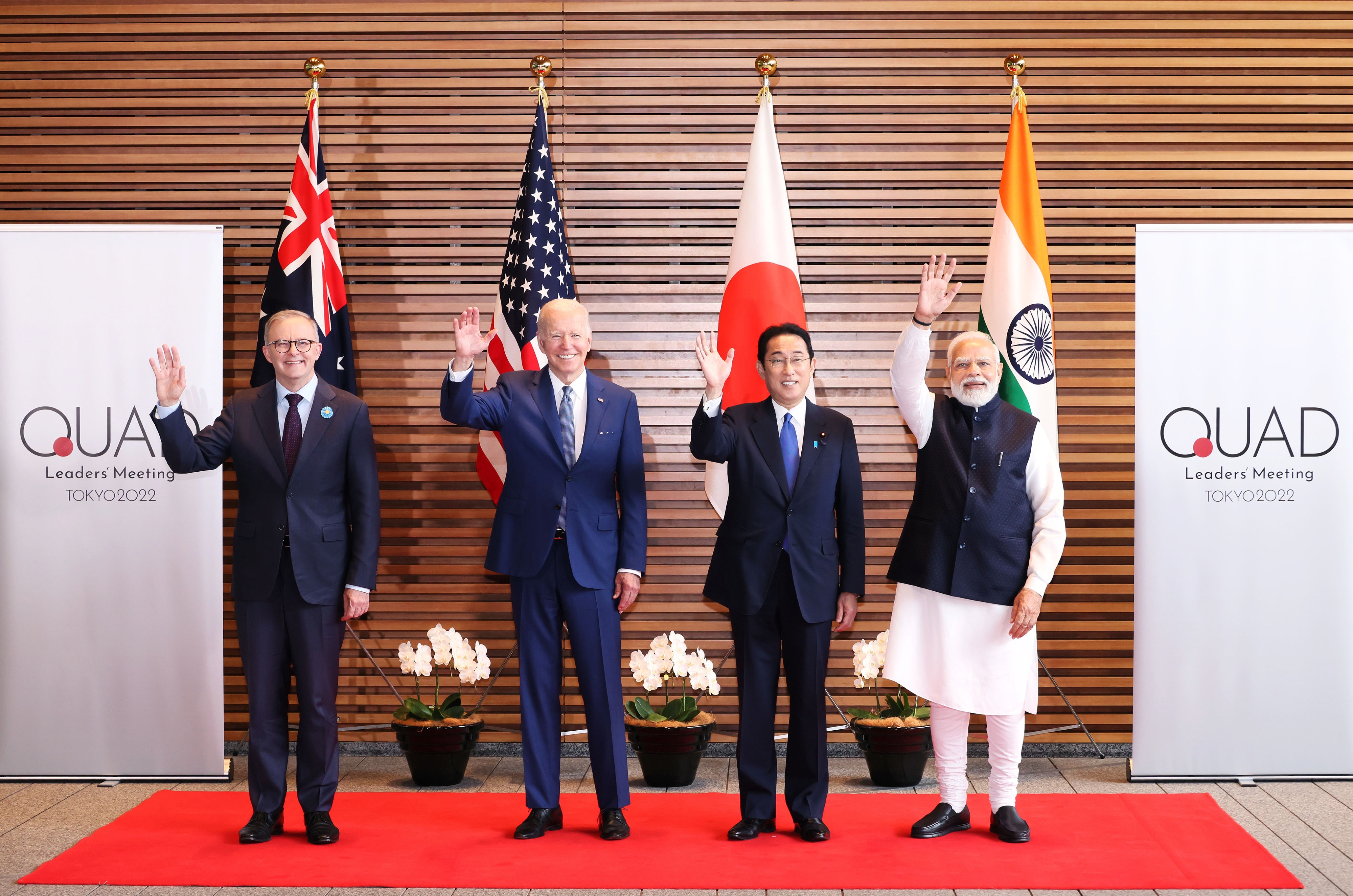
左から豪首相のアンソニー・アルバニージ、米大統領のジョー・バイデン、内閣総理大臣の岸田文雄、印首相のナレンドラ・モディ（2022年5月24日に東京の総理官邸で開催された2回目の対面による日米豪印戦略対話にて）

2022年5月24日、日本の東京（総理官邸）にて、2回目の対面による首脳会合（東京会議）が開催され、内閣総理大臣の岸田文雄、米大統領のジョー・バイデン、豪首相のアンソニー・アルバニージ、印首相のナレンドラ・モディが出席した。会合の主な成果は「地域情勢・国際情勢に関する率直な意見交換」、「実践的協力の一層の推進」、「引き続き緊密な連携を確認」の3つである。また、総理官邸のホームページ上に特設サイトが立ち上げられた。
2023年3月17日、3回目のオンライン首脳会合。
2023年5月20日、3回目の対面での首脳会合。（広島県広島市）
2024年9月21日、4回目の対面での首脳会合。（アメリカ合衆国デラウェア州ウィルミントン）

## 歴史

### 4か国関係の成立
「民主的平和論」の概念
民主的平和論の概念をモデルにした日米豪印の防衛取り決めは内閣総理大臣の安倍晋三の功績であった。4か国は「アジアの民主主義の弧」を確立すべく進められ、最終的に弧は実質的に中国を包囲する態勢となった。このプロジェクトは中国の世紀に対して「対中動向」や「民主主義の挑戦」とも呼ばれ、アメリカと協調するアジアの大国にとって始められる。中国が上海協力機構を支持するのに対して、新アメリカ安全保障センターのダニエル・トワイニングは4か国を「アジアのNATO」とし、「軍事衝突の可能性」を排除し「平和のための永続的基礎を置く」ことができるのであれば中国はアジアの民主的リーダーになり得ると書いた。
公式な始動と中国の孤立
中国は正式開催前の4か国に対して抗議する。2007年5月のマニラにて豪首相のジョン・ハワードは米副大統領のチェイニーの主張に応じて、1月後に開催される東京近海での日米海上演習にインドと共に参加することを表明する。さらに同年9月にはベンガル湾にて海軍演習が開催されこれにオーストラリアも参加する。これらは更に2008年（平成20年）10月東京での日印安全保障宣言の署名により相互の航路安全と防衛協力を促進させる。それ以前に日豪両国の間では2007年（平成19年）3月に日豪安保共同宣言が署名されている。4か国イニシアチブはブッシュ政権とデリーとの関係改善しこれにより中国を「包囲」するという印象を与えた。日印両国の間での安全保障宣言はアジアにおける日本の戦略的パートナーのリスト外の存在を顕在にし、中国の存在を引き立たせた。こうした動向は中国を「制度的に阻害」させるように見え、ASEANは「ワシントン中心の」アジア同盟を促進させる。
中国が標的ではないという議論
第1次安倍政権を引き継いだ内閣総理大臣の麻生太郎は、4か国対話後に調印された日印協定において中国の重要性を軽視しており、「中国への言及があったのか？我々には中国含めいかなる第三国も目標に定めていない。」とし、印外相のシャンカル・メノンは防衛協定が日印両国の間の貨物運輸貿易にかかわる長年の懸案事項であったと主張し、特に中国を目標とはしていなかった。
2008年1月に印首相のマンモハン・シンは訪中の際、国家主席の胡錦濤と首相の温家宝との会談にて4か国対話について質問され「インドは、中国の努力に関わる任意のいずれか一部を含んでいる」と答えた。
地域の枠組みとして4か国対話の存在感を高めたい日本、アメリカ、オーストラリアに対し、インドは伝統的に非同盟主義の立場を取り、対中包囲網の色彩が濃い4か国対話には、「同盟の一員と見なされかねない」との懸念が根強かったため及び腰であったが、第二次安倍政権を引き継いだ内閣総理大臣の菅義偉は「4か国対話は対中国でも軍事同盟でもない」と繰り返し説得し、アメリカ側にも対中国色を薄めるよう働きかけることで、長年の懸案事項であった4か国対話を毎年開催することに成功した。

## 各国の状況

### 日本

#### 民主党政権
2009年8月30日の第45回衆議院議員総選挙の圧勝で政権を奪取した民主党は鳩山由紀夫政権を樹立。外交・安全保障政策では防衛大綱を改定しそれまでの方針であった「基盤的防衛力」に替わり「動的防衛力」を打ち出し、自衛隊インド洋派遣の撤退を決めた。しかし、普天間基地移設問題では日本国内を混乱させただけでなく、日米関係にも大きな影を投げかけた。2010年（平成22年）9月7日に発生した尖閣諸島中国漁船衝突事件では、後に事件関係者で身柄を拘束されていた中国人漁船船長が異例の速さで釈放され、日中台で抗議デモが発生、事態の沈静化を図る日本政府は、事件発生時の海上保安庁が撮影したビデオの限定公開に踏み切るが、日本の世論を納得させる事ができず尖閣諸島中国漁船衝突映像流出事件を誘発させる。一連の経緯によって日中関係は悪化の一途を辿る。
2012年、私有地であった尖閣諸島を巡り東京都知事の石原慎太郎は東京都による購入計画を明かす。これに対し中国政府は反発し、日本政府は事態の沈静化を図るべく国有化を検討する。同年9月11日、私有地を国有化したものの、中国各地では反日デモが発生、やがてデモは暴動へと発展し在地日系企業が襲撃される事態に至った。次第に暴動は沈静化したものの日中関係は悪化したままであった。
菅直人政権下の2011年3月11日、東日本大震災が発生し在日米軍は地震被災者救助のためトモダチ作戦を発動、この震災でオーストラリアは空軍のC-17大型輸送機を派遣している。震災直後に発生した福島第一原発事故の影響で日本国内では電力不足が現実化し、東京電力管内では輪番停電が実施されるに至った。東電は代替発電手段の獲得に走っていたが、そのような中でタイ発電公社はガスタービン発電設備を無償貸与している。
2012年9月2日に成立した野田佳彦政権では一川保夫、田中直紀と続いて防衛大臣が任命されていたがいずれも閣僚としての資質を問われる問責決議が原因で辞任し、初の民間人起用となる森本敏が任命され、北朝鮮によるミサイル発射実験では迅速に対応した。また、同年12月27日には武器輸出三原則の緩和を発表し、日本と安全保障面で協力関係のある国々との間で共同開発や取引などが実行できる可能性が広がる。

#### 第2次安倍政権
民主党政権に替わって成立した自公連立の第2次安倍内閣は東南アジア・環太平洋圏重視の外交方針を示し第1次安倍政権下で推進していた「自由と繁栄の弧」の方針を踏襲する形であり、セキュリティダイヤモンド構想として明文化された。これについて多くの東南アジア各国はアメリカの太平洋戦略を補完して、中国に対するバランサーとして演じることに評価・期待するとした。特に、フィリピンは日本に対し円借款で巡視船10隻の供与を求め、日本国憲法の制約も承知のうえで海上自衛隊との踏み込んだ強力と連携を求める。安倍晋三は2013年1月16日から4日間の予定で政権・内閣発足後の初外遊を開始。訪問先国はベトナム、タイ、インドネシアでASEANとの関係強化を図る。ほぼ同時期に、外務大臣の岸田文雄は1月9日から14日の日程でフィリピン、シンガポール、ブルネイおよびオーストラリアを訪問する予定であった。しかし、外遊中の1月16日に発生したアルジェリア人質事件に対処するため予定を切り上げ、18日に予定されていたインドネシアでの日程を中止し日本に帰国する。また2013年1月15日、改定されて間もない防衛計画の大綱は凍結され中期防衛力整備計画については廃止が決定される。
武器輸出三原則の緩和と豪潜水艦開発計画
2012年1月、オーストラリアの専門家は「日本の潜水艦は未知数」であるとして、コリンズ級潜水艦を代替する次世代潜水艦の建造計画の候補としてそうりゅう型潜水艦を調査の対象としていると伝える。オーストラリア国産のコリンズ級潜水艦は問題を抱かえており、一部筋からは豪ドル高を利用して外国から購入すべきという意見が出ている。翌2013年1月、日本の防衛省はオーストラリアの潜水艦開発に技術提供を検討していることが伝えられる。既に同年5月にはオーストラリア海軍本部長が呉基地を訪問しそうりゅう型潜水艦を視察している。
日米豪印の枠組みによる協力体制の強化
2015年7月、米豪両国軍による合同軍事演習「タリスマン・セーバー」に自衛隊が初参加、日米豪3か国で上陸訓練を行った。
また、日本は各国との間で協力体制の強化を進めている。
- アメリカ - 日米安全保障条約（1960年6月発効）
- オーストラリア - 日豪安保共同宣言（2007年3月調印）
- インド - 日印安保共同宣言（2008年10月調印）

物品役務相互提供協定 (ACSA)
自衛隊と他国軍の間で、食料、燃料、弾薬、輸送、医療等の物品や役務の相互提供を可能とする物品役務相互提供協定(ACSA:Acquisition and Cross Servicing Agreement)の締結を推進している。
- アメリカ合衆国: 2016年9月署名、2017年4月発効[31] (旧協定は1996年6月署名、10月発効)
- オーストラリア: 2017年1月署名、同年9月発効[32] (旧協定は2010年5月署名、2013年1月発効)
- インド: 2020年9月署名、2021年7月発効[33]

### オーストラリア

#### ラッド政権
4か国関係における豪州のアンビバレンス
中国の軍事支出と弾道ミサイル能力への懸念は、2007年キャンベラ防衛ブループリントにて概説されるように、アメリカとの防衛協定締結に向けてオーストラリアが主体的に動き出すのを助けた。豪戦略政策研究所（ASPI）のサンディ・ゴードンは類似し考慮すべき問題に基づいてインドへウラン販売を推奨し、それをアメリカが後援したことが「中国の台頭に対抗」するように見えた。中国の怒りは4か国対話が始まる前からオーストラリア国内に不安を巻き起こしていた。
ラッド政権（労働党）
2007年12月3日に首相に就任したケビン・ラッド（労働党）は日本訪問前に中国の外相である楊潔篪を訪ね、豪中外相会談で豪外相のステファン・スミスは4か国対話からの一方的離脱を発表した。オーストラリア国内では米中関係の不確実さによりオーストラリアの経済原則を揺るがし、中国はその原則に沿った戦略的パートナーではなかったという事実により、これを強化すべくこの決定をする動機となった。ラッドは更に対立している地域のエスカレーションを恐れ「アジア太平洋連合」を介してこれらを拡散させようとした可能性がある。なにより、既に豪中両国の経済的繋がりは以前より緊密なものになっており、日米との温度差があった。
幾人かのアメリカの戦略家的思想家は4か国対話からの離脱を批判し、米国家安全保障会議も元アジア担当者であったマイケル・グリーンによれば、ラッドはその目的を達成するため相当な外交努力に傾倒し、4か国対話からの離脱は中国を喜ばせる結果になったとした。ウィキリークスで明らかにされた内容にはアメリカ大使のロバート・マッカラム・ジュニアにより書かれ2008年12月に発表された大綱で、ラッドは4か国対話からの離脱についてアメリカとの協議を実施しなかった。
豪州の戦略的計算
2009年11月、米印関係改善を目的とした米大統領のバラク・オバマの外交努力は、大国間での軍事同盟の深化が地域内でのエスカレーションに役立つとしオーストラリアとインドの両国に対し警鐘を促した。アナリストのジョン・リーによると「現実主義者は・・・、ニューデリーは均衡を保つことに慎重であり、1947年のインド独立以来北京と競合していた」、印中両国の間での重要な緊張は係争中のアルナーチャル・プラデーシュ州とチベット高原に配備された核兵器であった。ラッドの計算は地域の経済大国としての中国が日米同盟が制約を超えて地域国に関与することを望まず、2007年の4か国対話に終始嫌悪感を抱いていると見ていた。

#### ギラード政権
労働党内での対話支援
2010年6月24日、首相がジュリア・ギラードへ交代したことはオーストラリアの外交関係の変化をもたらし、アメリカとの関係強化と中国との距離を置く政策に転換した。オーストラリアン紙は4か国対話についてオーストラリアの防衛問題に絡めて広範に記事を書き、ラッド政権との交代後「オーストラリアの国益は長年の盟友であるアメリカを支えることによって地域における優越性を維持できる」とされた。アメリカによるギラード政権との和解と4か国対話への復帰にもかかわらず、対話についてトニー・アボットと自由党は4か国関係を残したラッドの最初の決定を批判の対象とした。
北豪州へのアメリカ海兵隊の駐留
インドへのウラン売却を実施しないオーストラリアの決定は4か国同盟の弱体化を招き、自由党は批判の動きを示した。しかし、野党はチモール海とロンボク海峡を臨むダーウィン近郊へのアメリカの軍事プレゼンスに対するギラードの政策を支持した。インドは依然として核不拡散条約の調印を拒否しており、アメリカの支持の元でギラード政権はその後方針を翻してインドにウランを売却するとした。

## 分析
アメリカのシンクタンクである新アメリカ安全保障センターによると、アメリカはアジア太平洋で増大する経済力を背景に影響力を増す中国に対応するために4か国対話を推進し、列強の競争、軍事力の増強、社会的不平等、そして現代の勢力争いのすべてはアジアで引き起こされているとした。新アメリカ安全保障センターは民主的であると認められた国家との間で一連の同盟を構築することはアメリカの国益を促進するとした。
共和党と民主党の双方の著名な政治家は、2008年の米大統領選挙においてアジアでのより積極的な外交政策の支持を表明した。大統領のバラク・オバマは国連安全保障理事会で中国とロシアの影響力拡大に対処するため、民主主義国家間の新たな世界的協調を呼びかけた。オバマ政権の主要関係者が関与したプリンストン・プロジェクトの最終報告では民主主義国家の新たな協調を建設する必要性が求められた。国務長官のヒラリー・クリントンの下にある政策企画本部長のアン・マリー・スローターはプリンストン・プロジェクトの最終報告を作成し、そこで「アメリカ、日本、オーストラリアおよびインド4か国の軍事協力を再構築することを要求」した。共和党のジョン・マケインは「民主主義国の同盟」を、そしてルドルフ・ジュリアーニは民主主義国家で軍事的に可能なアジア諸国をNATOに取り込むべきとした。4か国戦略対話の発展は中国軍の近代化と連動し、また台湾海峡での偶発的事態に対しては「戦力投射能力」を備えるとし、一部の米政府関係者は南シナ海での中国の勢力拡大の懸念として海南島沖合でのアメリカ軍艦「T-AGOS-23 インペッカブル」と中国軍艦艇との衝突事件を引き合いに出している。

## その他の国の状況

### 韓国
韓国政府は、クアッドへの加盟を正式に要請されたことはないとしているが、アメリカの戦略国際問題研究所の韓国担当者部長は、2021年3月にアメリカが出席を提案したが韓国政府が断ったとする異なる見解を述べている。

## 参加国首脳（2025年現在）

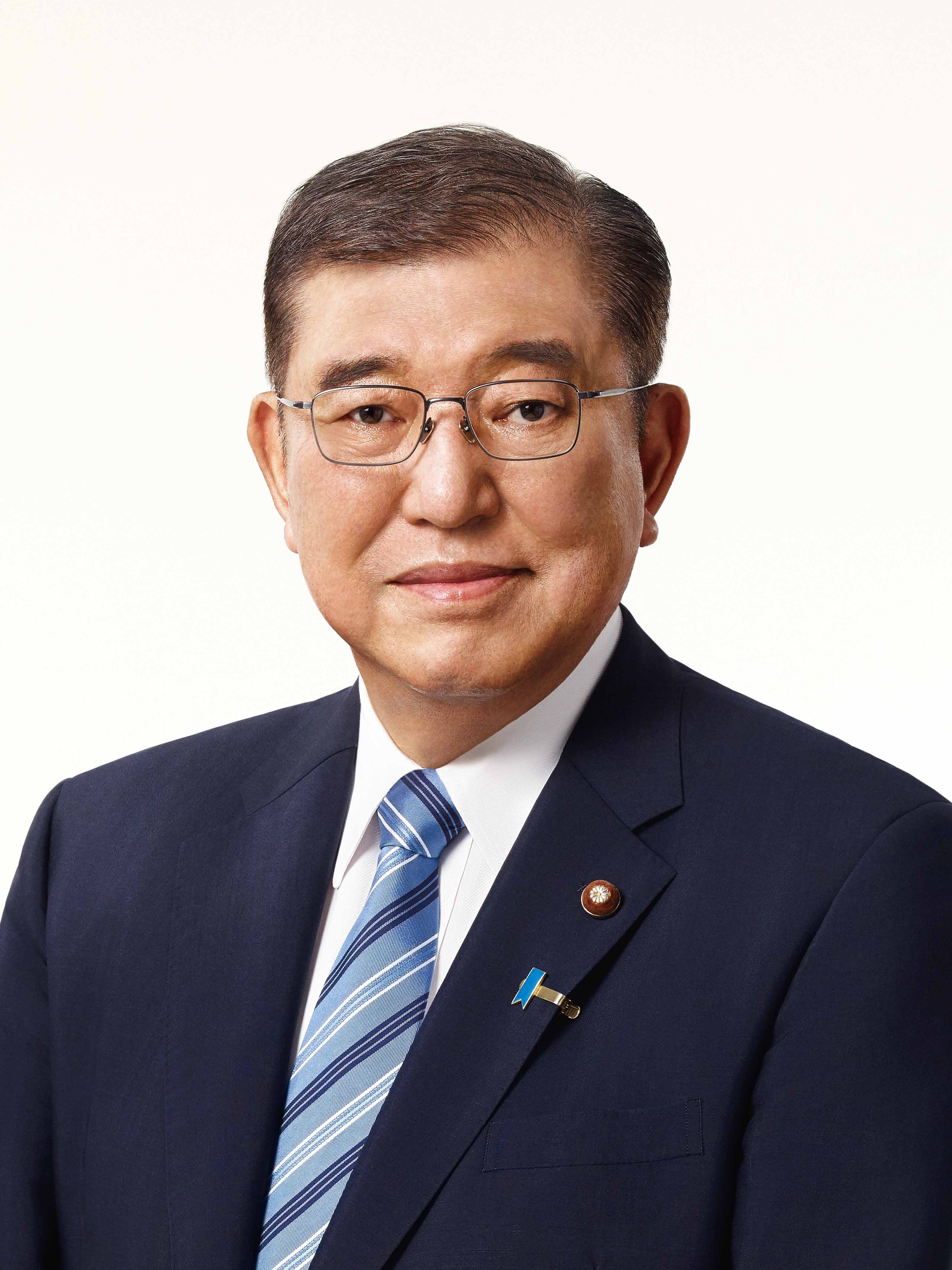
日本 石破茂（内閣総理大臣）
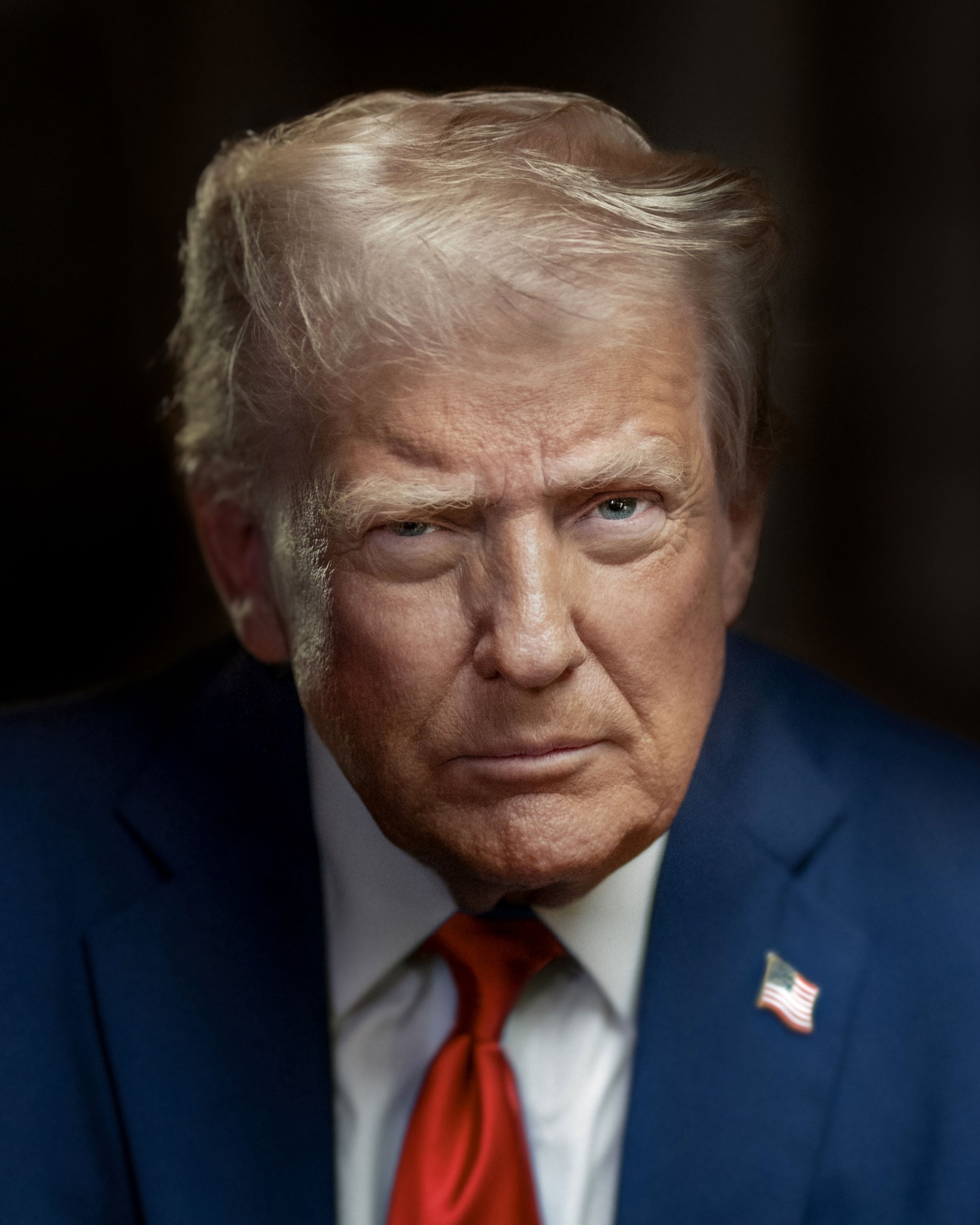
アメリカ ドナルド・トランプ（大統領）
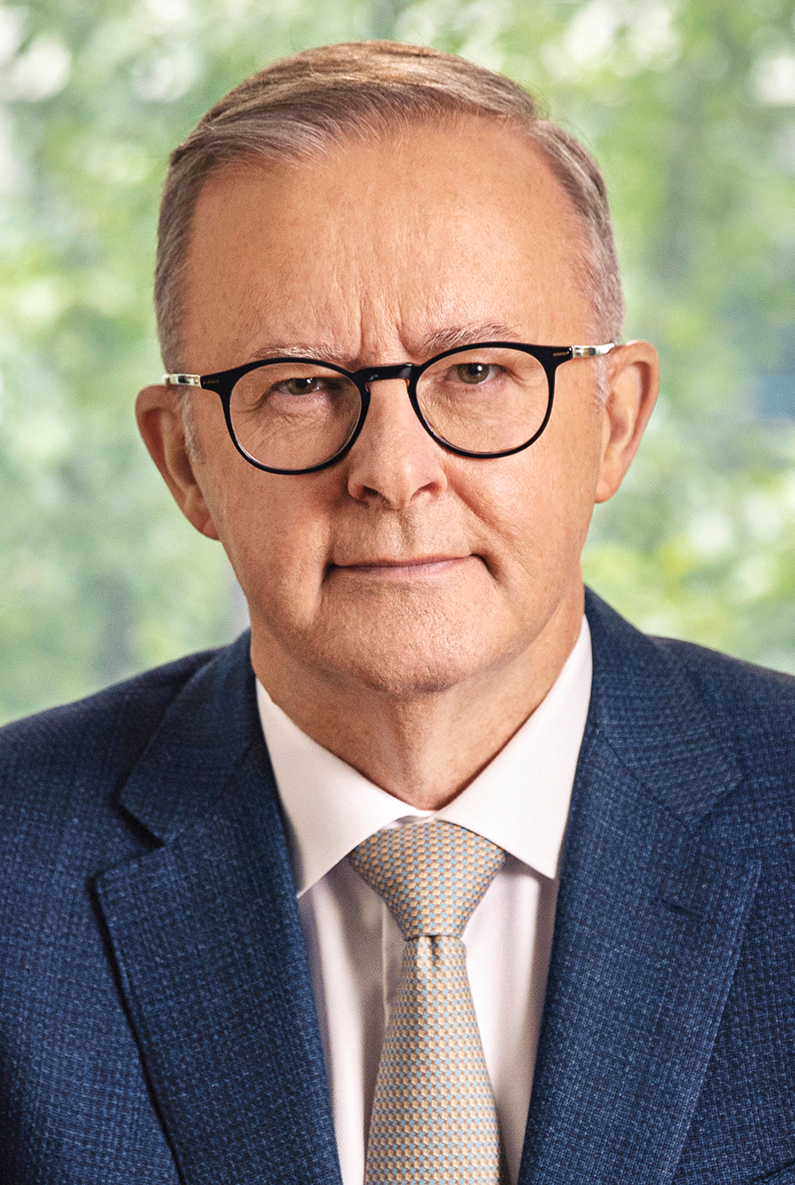
オーストラリア アンソニー・アルバニージー（首相）
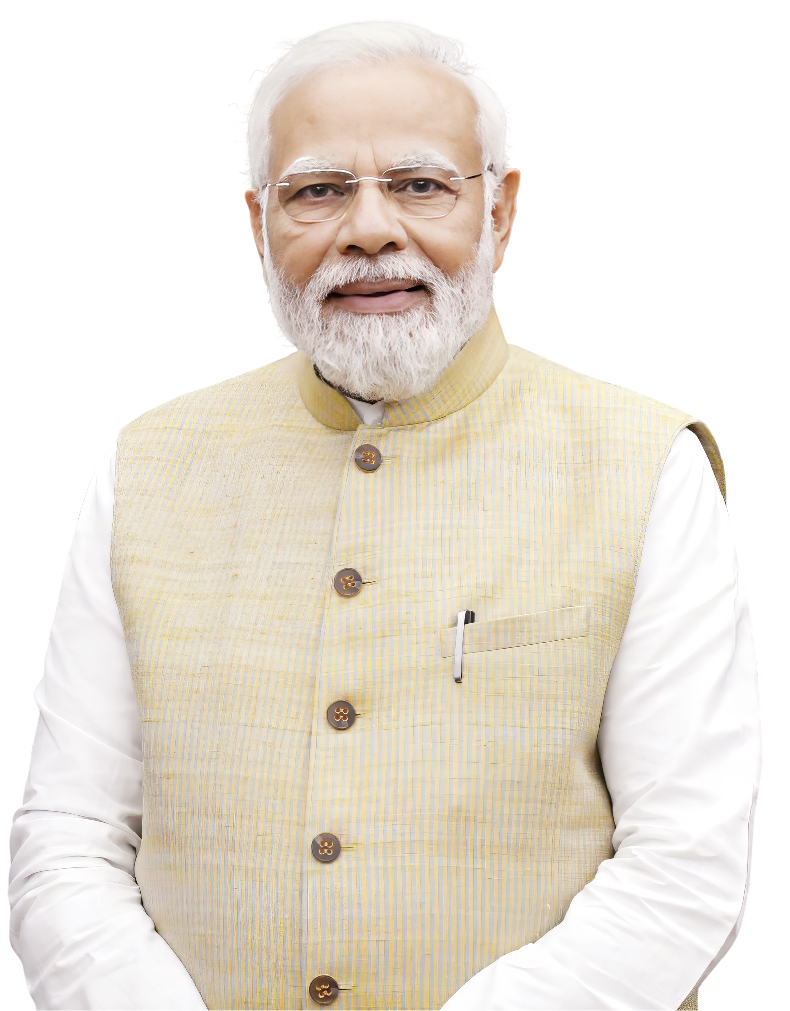
インド ナレンドラ・モディ（首相）